# اژدهاماهی کوچک
اژدها ماهی کوچک (نام علمی: Eurypegasus draconis) نام یک گونه از راسته خارماهی‌سانان است. لین گونه ماهی در آب‌های منطقه گرمسیری واقع در اقیانوس هند-آرام یافت می‌شود. این گونه دردریای سرخ نیز دیده شده است. اژدها ماهی کوچ می‌تواند تا ۱۰سانتی‌متر رشد کند.